# Соколов Віктор Миколайович (адмірал)
Віктор Миколайович Соколов (4 квітня 1962, Бендери, Молдавська РСР) — російський військовий, начальник Військово-морської академії ім. Кузнєцова з 13 грудня 2019 року, адмірал, командувач Чорноморського флоту РФ з 10 серпня 2022 року по 02 квітня 2024. Воєнний злочинець. Оголошений у розшук Міжнародним кримінальним судом у Гаазі.

## Біографія
Народився 4 квітня 1962 року в Бендерах у Молдавській РСР.
Закінчив Вище військово-морське училище ім. Фрунзе (1980—1985), Вищі спеціальні офіцерські класи ВМФ (1991—1992), Військово-морську академію імені адмірала флоту Радянського Союзу М. Г. Кузнєцова (1995—1998) і Військову академію Генерального штабу Збройних Сил РФ (2004—2006).

### Служба
Обіймав посаду командира мінно-торпедної бойової частини сторожового корабля «СКР-61» (1985—1987), пізніше — командира мінно-торпедної бойової частини тральщика «Якір» (1987—1989), командира мінно-торпедної бойової частини тральщика «БТ-51» (1989—1990), помічника командира тральщика «Якір» (1990—1991), командира тральщика «Заряд» (1992—1993), начальника штабу 187-го дивізіону тральщиків (1993—1994), командира 81-го дивізіону тральщиків (1994—1995) Тихоокеанського флоту.
Начальник відділу Оперативного управління штабу Тихоокеанського флоту (1998—2000), начальник штабу (2000—2002) та командир 165-ї бригади надводних кораблів Тихоокеанського флоту (2002—2004).
Заступник командувача (2006—2010) та командувач Приморської флотилії різнорідних сил Тихоокеанського флоту (2010—2012).
Командувач Кольської флотилії різнорідних сил Північного флоту (2012—2013). З серпня 2013 року до грудня 2019 року — заступник командувача Північного флоту РФ.
Указом Президента РФ від 13 грудня 2020 призначений начальником Військово-морської академії ім. Кузнецова.
Очолював бойовий похід у Середземне море загону кораблів Північного флоту на чолі з важким авіаносним крейсером «Адмірал Флоту СРСР Кузнецов» і важким атомним ракетним крейсером «Петр Великий».
У 2011 році отримав чин контрадмірала, у 2014 — віцеадмірала. 6 червня 2023 року зведений у чин адмірала.

### Російсько-українська війна
Брав безпосередню участь у війні Росії проти України. 10 серпня 2022 року призначений тимчасовим в. о. командувача Чорноморського флоту, замінивши адмірала Ігоря Осипова після вибухів і втрат на авіабазі в тимчасово окупованому Криму.
14 вересня 2022 року указом президента Росії призначений командувачем Чорноморського флоту.
Після знищення БДК «Цезар Куніков» 15 лютого 2024 року з'явились неофіційні повідомлення про відсторонення Віктора Соколова з посади. Офіційно знятий із посади командувача ЧФ РФ 2 квітня 2024.
25 вересня 2023 року ЗМІ з посиланням на ССО ЗСУ повідомили, що 22 вересня Соколов загинув унаслідок ракетного удару по будівлі штабу Чорноморського флоту РФ із використанням ракет Storm Shadow/SCAL-P. 26 вересня Сили ССО ЗСУ повідомили, що ці дані перевірялися. Ці ж дані опублікувала прессекретарка Білого дому Карін Жан-П'єр. 27 вересня кремлівські пропагандисти почали поширювати чутки, що Соколов вступив у змову із ССО ЗСУ для знищення свого штабу. За даними Пентагону, підтверджень можливої ліквідації не було.

## Особисті дані
- Дружина: Соколова Тетяна Борисівна, 26.07.1969
- Старший син: Соколов Андрій Вікторович, 06.09.1992
- Молодший син: Соколов Микита Вікторович, 02.11.1998. Захоплюється хокеєм, грає в аматорській команді[19]
- Брат: Соколов В'ячеслав Миколайович
- Сестра: Соколова Міла Миколаївна

## Нагороди
- Орден «За заслуги перед Батьківщиною» IV ступеня;
- Орден «За військові заслуги» (2009);
- Орден «За морські заслуги».

## Родина
Одружений, має двох синів 1992 і 1998 років народження.